# Илларионов, Андрей Фёдорович
Андрей Фёдорович Илларионов (23 января 1947 года, Москва — 23 августа 2022 года, там же) — советский и российский астрофизик, доктор физико-математических наук.

## Биография
Родился 23 января 1947 года в Москве, отец — Фёдор Николаевич Илларионов, участник Второй мировой войны, мать — Лидия Александровна Илларионова. Андрей Илларионов учился в физико-математической школе № 2 с 1962 по 1965 год, после окончания школы поступил в МФТИ в 1965 году. Закончил ФОПФ (факультет общей прикладной физики) по специальности теоретическая физика в 1971 году. После окончания МФТИ работал в Институте прикладной математики им. Келдыша РАН в группе Я.Б. Зельдовича по 1977 год. С 1977 по 1990 работал в Институте космических исследований РАН. С 1990 по 2017 год работал в отделе теоретической астрофизики Астрокосмического центра Физического института им. П. Н. Лебедева РАН.
В 1974 году защитил диссертацию кандидата физико-математических наук, а в 2002 — диссертацию доктора физико-математических наук.

## Научная деятельность
В 1975 году вместе с Р. А. Сюняевым предложил «эффект пропеллера», действующий в аккрецирующих нейтронных звездах, соответствующая статья имеет более тысячи цитирований по версии базы данных Astrophysical Data System .
Вместе с Я. Б. Зельдовичем и Р. А. Сюняевым построил теорию спектральных возмущений теплового излучения (в том числе, реликтового) за счёт комптоновских процессов. Вместе с соавторами им было найдено точное решение задачи об эволюции спектра монохроматического источника рентгеновского излучения при его распространении в бесконечной однородной среде за счёт комптоновских процессов, предложена теория диффузии тяжёлых элементов в оболочках белых карликов, новый механизм торможения аккрецирующей нейтронной звезды оттоками газа, формирующимися за счёт комптоновского нагрева  .
Работы в области теории переноса жесткого излучения, аккреции на компактные объекты, взаимодействию газа и звезд центрального звездного скопления с сверхмассивной чёрной дырой.

## Публикации
- A. F. Illarionov, R. A. Sunyaev. Why the number of galactic X-ray stars is so small? // Astronomy and Astrophysics. — 1975. — Т. 39. — С. 185. — Bibcode: 1975A&A....39..185I.
- Zel'dovich, Ya. B., Illarionov, A. F., Syunyaev, R. A. The Effect of Energy Release on the Emission Spectrum in a Hot Universe // Soviet Journal of Experimental and Theoretical Physics. — 1972. — Т. 35. — С. 643. — Bibcode: 1972JETP...35..643Z.
- Illarionov, A.,  Kallman, T., McCray, R., Ross, R. Comptonization of X-rays by low-temperature electrons // Astrophysical Journal. — 1979. — Т. 228. — С. 279. — Bibcode: 1979ApJ...228..279I.
- Alcock, C., Illarionov, A. The surface chemistry of stars. I - Diffusion of heavy ions in white dwarf envelopes // Astrophysical Journal. — 1980. — Т. 235. — С. 534. — Bibcode: 1980ApJ...235..534A.
- Alcock, C., Illarionov, A. The Surface Chemistry of Stars. II. Fractionated Accretion of Interstellar Matter // Astrophysical Journal. — 1980. — Т. 235. — С. 541. — Bibcode: 1980ApJ...235..541A.
- Illarionov, A. F., Kompaneets, D. A. A Spin-Down Mechanism for Accreting Neutron Stars // Monthly Notices of the Royal Astronomical Society. — 1990. — Т. 247. — С. 219. — Bibcode: 1990MNRAS.247..219I.
- Bisnovatyi-Kogan, G. S., Illarionov, A. F. Optical and Gamma-Ray Bursts on Neutron Stars // Soviet Astronomy. — 1986. — Т. 30. — С. 582. — Bibcode: 1986SvA....30..582B.
- Beloborodov, A. M., Illarionov, A. F., Ivanov, P. B., Polnarev, A. G. Angular momentum of a supermassive black hole in a dense star cluster // Monthly Notices of the Royal Astronomical Society. — 1992. — Т. 259. — С. 209. — Bibcode: 1992MNRAS.259..209B.
- Ivanov, P. B., Illarionov, A. F. The oscillatory shape of the stationary twisted disc around a Kerr black hole // Monthly Notices of the Royal Astronomical Society. — 1997. — Т. 285. — С. 394. — Bibcode: 1997MNRAS.285..394I.
- Andrei M. Beloborodov, Andrei F. Illarionov. Small-scale inviscid accretion discs around black holes // Monthly Notices of the Royal Astronomical Society. — 2001. — Т. 323, вып. 1. — С. 167. — doi:10.1046/j.1365-8711.2001.04133.x.